# Anthurium albispatha
Anthurium albispatha Sodiro, 1905 è una pianta della famiglia delle Aracee, endemica dell'Ecuador.

## Distribuzione e habitat
Cresce in foreste montane umide tropicali e subtropicali. È minacciato dalla distruzione del suo habitat, spesso convertiti in terreni agricoli.